# Pryocycla jucundaria
Pryocycla jucundaria är en fjärilsart som beskrevs av John Kern Strecker 1899. Pryocycla jucundaria ingår i släktet Pryocycla och familjen mätare. Inga underarter finns listade i Catalogue of Life.